# Дубровня (Лидский район)
Дубровня (бел. Дубро́ўня) — деревня в Лидском районе Гродненской области Республики Беларусь. В составе Дубровенского сельсовета.

## География
Расположена в 5 км в направлении на восток от города Лида, в 115 км от Гродно, 2 км от железнодорожной станции Гутно.
Ближайшие населённые пункты: Нетечь, Огородники, Первомайский и др.
Деревня Огородники в непосредственной близости примыкает к деревне Дубровня.
Пролегают дороги Н-6021, Н-6165.

### Гидрография
Возле деревни на реке Нарва образован пруд (площадь 0,19 км²).

## История
В 1905 году деревня Дубровка в Лидской волости Лидского уезда Виленской губернии.
5 марта 1981 года деревня Дубровно переименовано в Дубровня.
Деревня Дубровня ранее являлась центром Дубровенского сельсовета.

## Население

### Численность
- 2009 год — 381 жителей

### Динамика
- 1905 год — 227 жителей (110 муж., 117 жен.)[4]
- 1997 год — 397 жителей, 134 дворов
- 1999 год — 429 жителей (перепись населения)
- 2009 год — 381 жителей (перепись населения)[4]

## Галерея

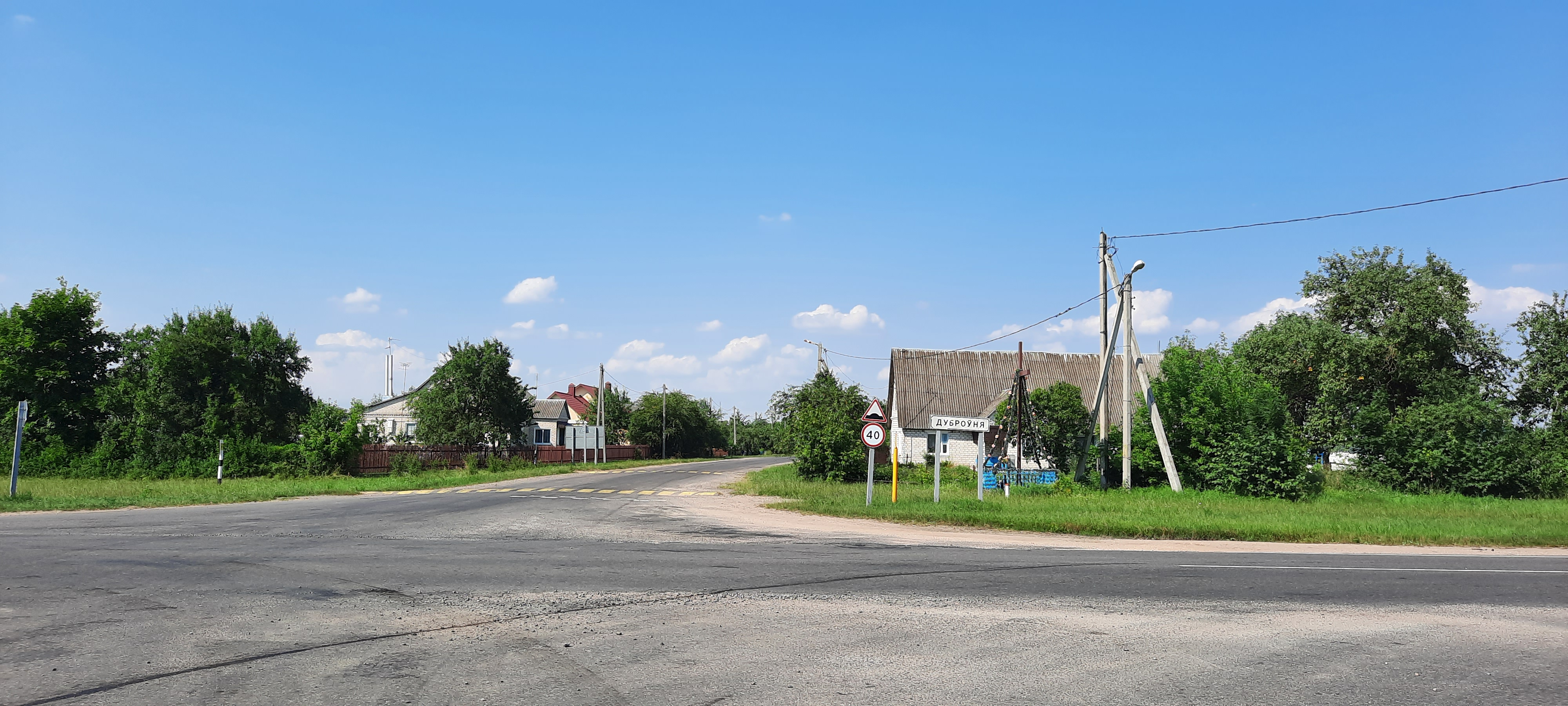
Панорама
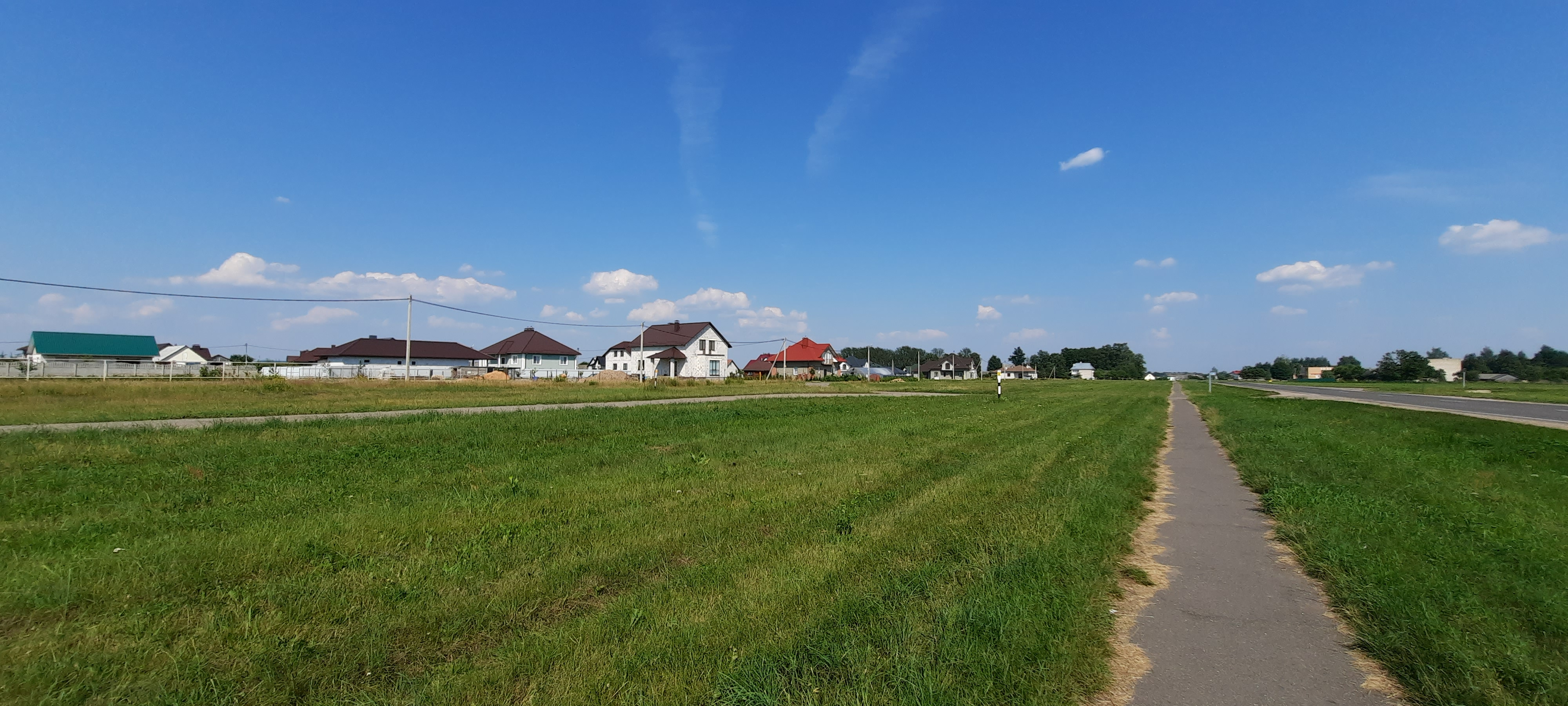
Панорама
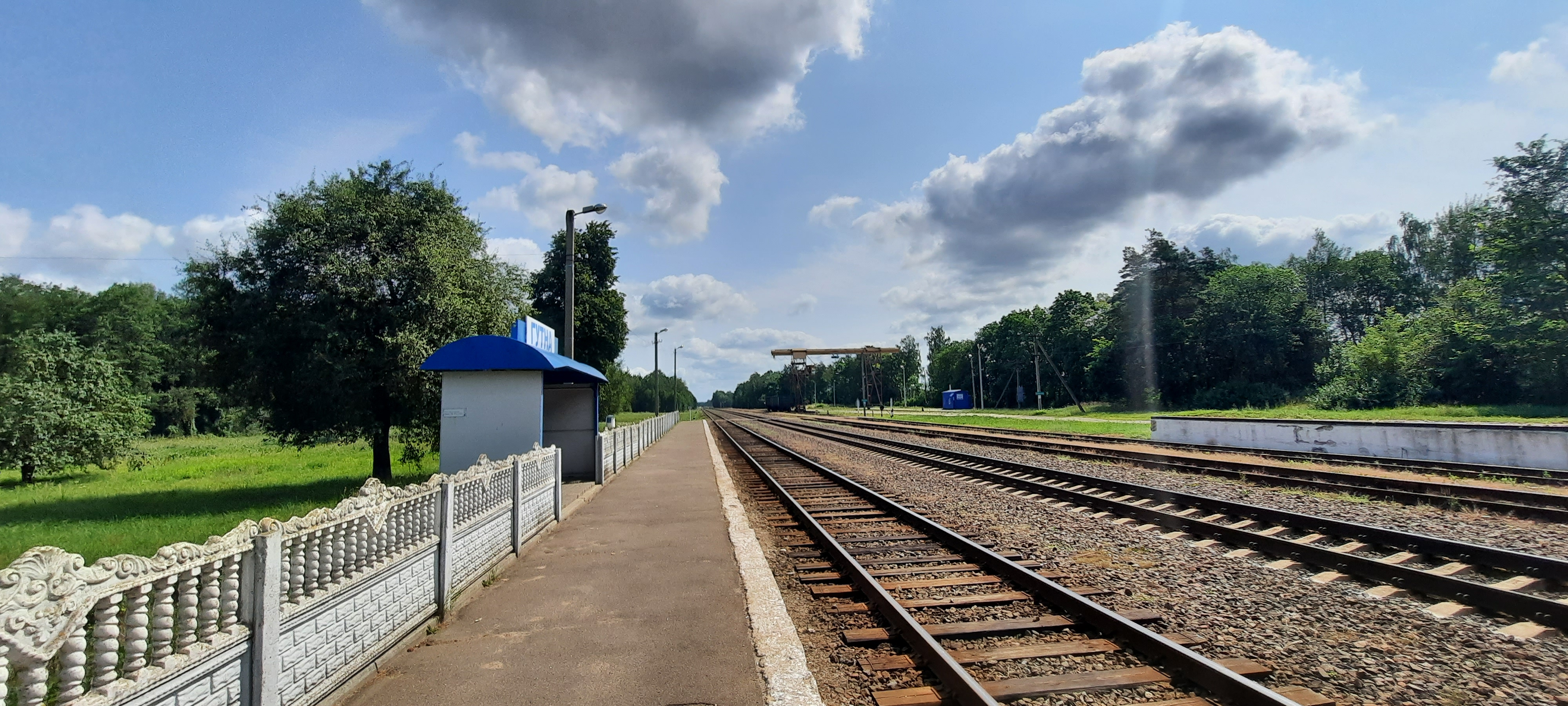
Железнодорожная станция Гутно